# Protocolo baseado em texto
Um protocolo baseado em texto ou protocolo de texto simples é um protocolo de comunicação cuja representação do conteúdo está em formato legível por humanos.
A legibilidade humana imediata contrasta com os protocolos binários que possuem benefícios inerentes para uso em um ambiente de computador (como facilidade de análise mecânica e utilização de largura de banda aprimorada).
Diferentes aplicativos de rede têm diferentes métodos de encapsulamento de dados. Um método muito comum com protocolos da Internet é uma representação orientada a texto que transmite solicitações e respostas como linhas de texto ASCII, terminado por um caractere de nova linha (e geralmente um caractere de retorno). Exemplos típicos são o protocolo de transferência de arquivo (FTP), o protocolo de transferência de correio simples (SMTP) e o protocolo Finger.
Os protocolos baseados em texto são normalmente otimizados para análise e interpretação humana e são, portanto, adequados sempre que a inspeção humana do conteúdo do protocolo é necessária (como durante a depuração e as fases iniciais de planejamento de desenvolvimento de protocolo).